# Jühlitz
Jühlitz ist ein Wohnplatz der Gemeinde Großderschau im Landkreis Havelland in Brandenburg. Der Ort gehört dem Amt Rhinow an.

## Lage

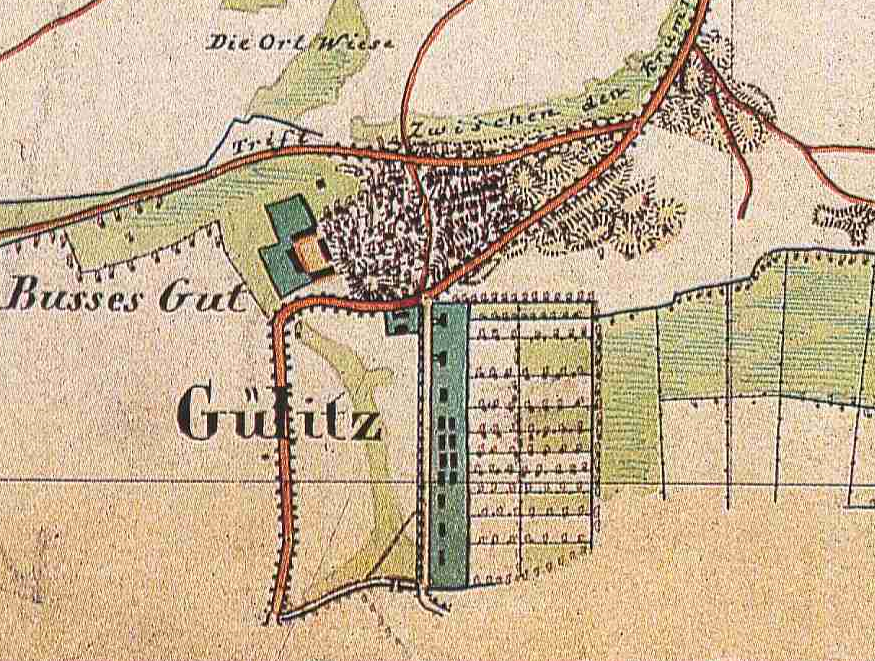
Jühlitz (hier als Gülitz bezeichnet) und Raminsgut (hier Busses Gut) auf dem Urmesstischblatt 3140 von 1841

Jühlitz liegt im Naturpark Westhavelland, rund 21 Kilometer Luftlinie nördlich von Rathenow und acht Kilometer südwestlich von Neustadt (Dosse). Umliegende Ortschaften sind Raminsgut im Norden, Friedrichsbruch im Osten, Brenkenhof im Süden, Großderschau im Südwesten und Schwarzwasser im Nordwesten. Nördlich von Jühlitz liegt die Grenze zum Landkreis Ostprignitz-Ruppin.
Der Ort liegt an einem Abzweig der Bundesstraße 102 zwischen Rhinow und Neustadt (Dosse). Jühlitz liegt an einem namenlosen Kanal, der die Dosse und die Jäglitz miteinander verbindet.

## Geschichte

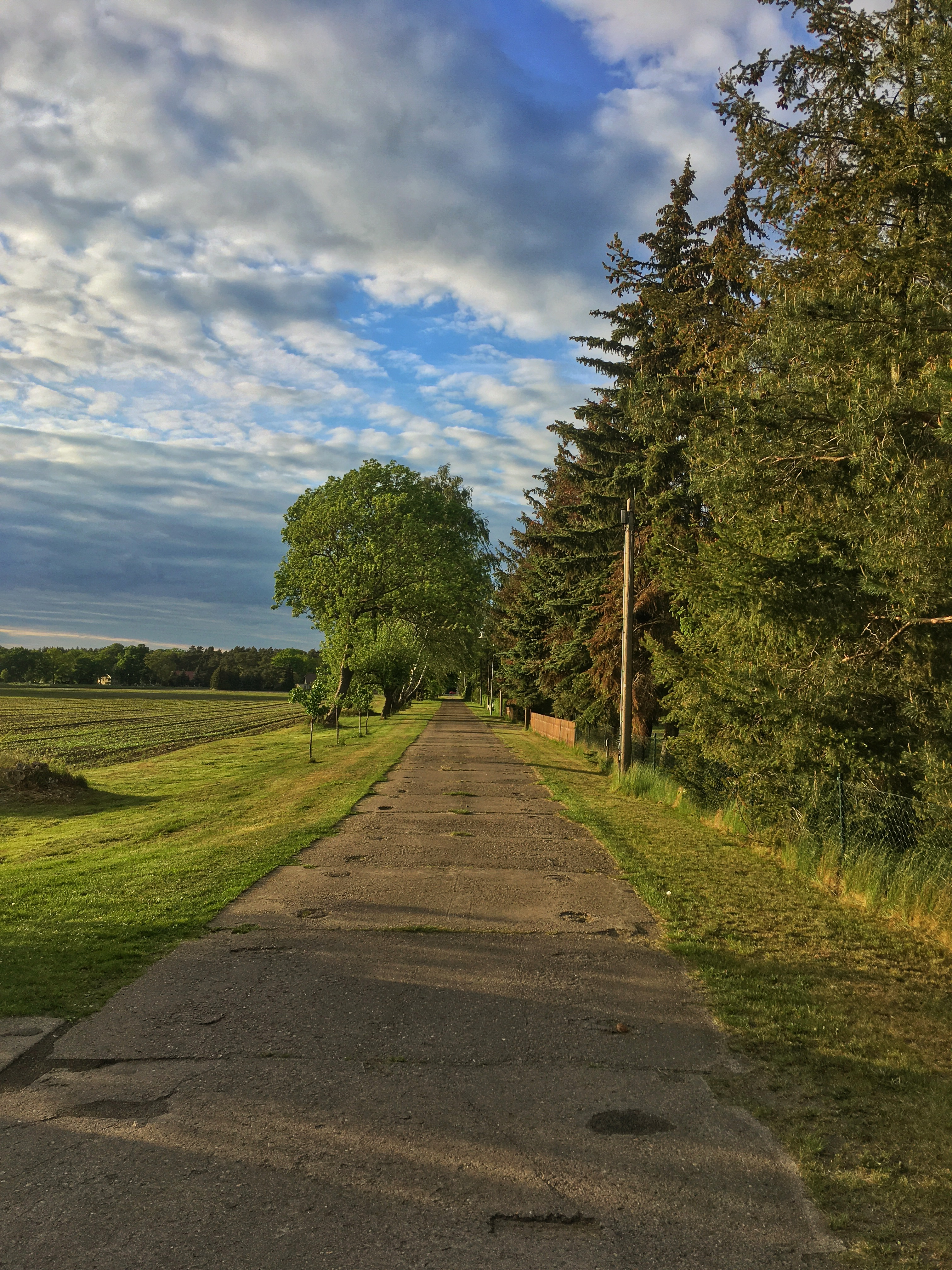
Jühlitzer Straße Richtung Norden

Jühlitz wurde 1491 als gulitz erstmals urkundlich erwähnt. Der aus dem Polabischen stammende Ortsname beschreibt eine Siedlung auf einer kahlen, unbewaldeten Stelle. Im Schmettauschen Kartenwerk von 1767/87 taucht der Ort nicht mehr auf, bevor der Ort um 1840 mit der bis heute genutzten Schreibweise Jühlitz wieder auftauchte. Anfang des 20. Jahrhunderts ist die Siedlung als Colonie Gülitz verzeichnet. Jühlitz zählte bereits seit 1524 zum Ruppinischen Kreis der Mark Brandenburg und blieb danach bei dem als Kreis Ruppin fortgeführten Kreis in der preußischen Provinz Brandenburg.
Am 1. Januar 1937 wurde Jühlitz nach Friedrichsbruch eingemeindet. Ab 1952 gehörte der Ort zum Kreis Kyritz, am 1. Januar 1958 wechselte die Gemeinde in den Kreis Rathenow. Am 1. Juli 1965 wurde die Gemeinde Friedrichsbruch aufgelöst und die Ortsteile nach Großderschau eingemeindet. Seit Dezember 1993 liegt Jühlitz im Landkreis Havelland.

## Bevölkerungsentwicklung
| Jahr | Einwohner |
| ---- | --------- |
| 1875 | 70        |
| 1890 | 58        |
| 1910 | 59        |

| Jahr | Einwohner |
| ---- | --------- |
| 1925 | 47        |
| 1933 | 40        |

Gebietsstand des jeweiligen Jahres